# AbouKounis Black
Aboukounis Black es un cultivar de higuera de tipo higo común Ficus carica autofértil, bífera es decir con dos cosechas por temporada es decir las brevas de primavera-verano, y los higos de verano-otoño, de higos con epidermis con color de fondo púrpura negro y sobre color ausente. Se localiza en la isla de Quíos en Grecia, también cultivado en jardines particulares y colecciones en Estados Unidos.

## Sinonimia
- „Chios C“,[6][7]

## Historia
Esta variedad de higuera es oriunda de la isla de Quíos en Grecia.

## Características
La higuera 'Aboukounis Black' es un árbol de tamaño grande, con un porte esparcido, muy vigoroso, muy fértil en la cosecha de higos. Es una variedad bífera de tipo higo común, de producción escasa de brevas y abundante de higos jugosos y dulces.
Las brevas son grandes pero escasas y los higos son de tipo mediano de 30 gramos, de forma cónica apeonzada, costillas marcadas; pedúnculo corto de color verde; su epidermis delgada es de textura suave, con color de fondo púrpura negro y sobre color ausente. La carne (mesocarpio) de tamaño medio de grosor y de color blanco; ostiolo de tamaño mediano; cavidad interna grande; pulpa jugosa dulce, de color fresa claro a rojo oscuro y sabor a frutos rojos del bosque.

## El cultivo de la higuera
Los higos 'Aboukounis Black' son aptos para la siembra con protección en USDA Hardiness Zones 7 a más cálida, su USDA Hardiness Zones óptima es de la 8 a la 10. El fruto de este cultivar es de tamaño mediano, jugoso y muy dulce.
Se localiza en isla de Quíos en Grecia, también cultivado en jardines particulares y colecciones en Estados Unidos.